# Papierhulpstof
Een papierhulpstof  of papierchemicaliën zijn chemische stoffen die gebruikt worden om papiereigenschappen te beïnvloeden.

## Opwitter
Een opwitter (optische witmaker) wordt gebruikt om het papier witter te maken.

Door de opwitter wordt straling uit het onzichtbare ultraviolette deel van het spectrum omgezet in zichtbaar blauw licht. 
De opwitter zorgt ervoor dat er blauw licht wordt toegevoegd aan het gereflecteerde licht. 
Een blauwe toon in wit geeft een gevoel van verhoging van de witheid. Het verhoogt dus de helderheid van het materiaal.

Traditionele opwitters zijn, chemisch gezien, stilbeensulfonzuren.

## Nuanceerkleurstof
Een nuanceerkleurstof zorgt ervoor dat reflectie in het gele en rode gedeelte van het zichtbare spectrum wordt onderdrukt. Doordat de kleurstof licht absorbeert wordt de helderheid van het materiaal verminderd, in tegenstelling tot de werking van een opwitter. Voor het verhogen van de witheid wordt meestal een combinatie van nuanceerkleurstoffen en opwitters gebruikt. Het meest gebruikt worden blauwe en violette kleurstoffen.

Meer informatie kan gevonden worden bij pigment.

## Kationisch zetmeel
Kationisch zetmeel wordt aan de papiermassa in het natte gedeelte toegevoegd. Zetmeel heeft een vergelijkbare chemische structuur als de papiervezel. De oppervlakte van zowel het zetmeel als de vezel is negatief geladen. Door de kationische, positieve, groepen kan het zetmeel zich goed binden aan de vezel (+ en - trekken elkaar aan) en verhoogt de onderlinge verbinding tussen de vezels.

Het positieve gedeelte van de zetmeel wordt meestal gevormd door quaternaire ammoniumgroepen. Quaternaire zouten die hiervoor gebruikt worden zijn onder meer 2,3-epoxypropyltrimethylammoniumchloride (EPTAC, ook bekend als Glytac of Quab) en (3-chloor-2-hydroxypropyl)trimethylammoniumchloride (CHPTAC, ook bekend als Quat 188 (Dow Chemical)).

## Retentiemiddel
Een retentiemiddel wordt toegevoegd om de vulstof, zoals calciumcarbonaat, die meestal een slechts licht geladen oppervlakte heeft, in het papier te binden. Het retentiemiddel is een polymeer met sterke kationische, positief geladen,  groepen. Een bijkomende eigenschap van een retentiemiddel is het versnellen van de ontwatering in de doekpartij van de papiermachine.

Polyethyleenimine, polyacrylamide zijn voorbeelden van chemicaliën die worden gebruikt.

## Natronloog
Natronloog wordt toegevoegd voor het verhogen van de pH bij het vervezelen van de vezelbalen.
De hogere pH in de papiervezeloplossing zorgt ervoor dat de vezels soepel worden en goed zwellen. Wat weer belangrijk is voor het maalproces van de vezels.

Later wordt meestal weer aluin toegevoegd om de pH naar ongeveer 5.0 te brengen en de hars te binden aan de vezels (inwendige lijming).

## Lijmingsmiddel
Interne lijming van papier;
De meeste papiersoorten moeten waterafstotend zijn om zo een bepaalde beschrijfbaarheid en/of bedrukbaarheid te hebben. Lijmen is als volgt gedefinieerd, het is een proces waarin chemicaliën worden toegevoegd om een papier of karton meer waterafstotend te maken.
Wanneer dit gebeurt in de massa, dan noemen we dit massalijming en gebeurt dit in de lijmpers praten we over oppervlaktelijming.
Een blad papier moet worden opgevat als een systeem van capillairen van verschillende diameter, die onderling met elkaar verbonden zijn. Het grootste aandeel van de capillairen hebben de ruimten tussen de papiervezels. De vezel zelf heeft ook capillairen  die water opnemen. Aan het oppervlak komen de capillairen van de vezels het eerst in aanraking met een vloeistof en nemen door hun kleine afmetingen snel de vloeistof op.

Om papier beschrijfbaar te maken moeten vooral de vezels aan het oppervlak van het blad waterafstotend gemaakt worden.
Tot 1980 was het vrij gebruikelijk om te lijmen met een harslijm in combinatie met aluin. De keuze om krijt in te zetten en zo te schakelen naar een neutraal proces maakte het noodzakelijk om een alternatief te zoeken voor lijmen met hars in combinatie met aluin. Dit werd gevonden met AKD (alkylketeendimeer) en ASA (alkenyl succinic anhydride). De inzet van harslijm neemt sinds deze omschakeling alleen maar af.

Toch heeft het lijmen met hars ook zijn voordelen; het geeft een veelzijdig, betrouwbaar en voorspelbaar proces.
Hars is van zichzelf niet in water oplosbaar en zal daarom voor het gebruik in het proces in een oplosbare vorm gebracht moeten worden. Dit kan door;
- Verzepen, hiervoor wordt hars gekookt met natronloog of natriumcarbonaat en ontstaan natriumzouten, die goed oplossen in water.
- Dispergeren, in tegenstelling tot zepen zijn dispersies bij hoge concentraties nog dunvloeibaar, ook is een dispersie stabieler.

Mechanisme van harslijming
Cellulosevezels gedragen zich in een waterige oplossing anionisch. Dit komt door de zure groepen die aanwezig zijn in de chemische structuur van de vezel. Harslijm gedraagt zich net zo en daardoor hebben ze geen affiniteit met elkaar. De harslijm moet gebonden worden op het vezeloppervlak in de vloeibare fase door aluin.
De pH moet over het algemeen tussen de 4,5 en 4,8 liggen dit is een zuurgraad waarbij de activiteit van het aluminiumsulfaat ten opzichte van de harsdeeltjes maximaal is.
De aluminiumvlok en de harsmolecuul zitten beide aan het vezeloppervlak gebonden en reageren beide niet met de omgeving. De harslijm is nog niet waterafstotend, maar wordt dit pas na de interactie met de aluminiumvlok. Dit is in een omgeving met hoge temperaturen en bepaald vochtgehalte nl. in de droogpartij van de papiermachine. De harslijmdeeltjes smelten in de droogpartij en verdeeld zich zo over het vezeloppervlak en reageert met de aanwezige aluminiumdeeltjes. De resulterende coating van het aluminiumzout is verantwoordelijk voor de waterafstotendheid.

## Aluin
Omdat het harsdeeltje, net als de papiervezel, negatief geladen is, moet bij harslijming aluin gebruikt worden. Aluin is aluminiumsulfaat. Het positieve aluminium-ion zorgt voor de verbinding tussen de papiervezel en het harsdeeltje.

Aluin maakt het proceswater zuur, zodat papier gemaakt met dit proces geen calciumcarbonaat als vulstof mag bevatten (zuur met calciumcarbonaat vormt koolzuurgas, zodat er belletjespapier gemaakt zou worden).

## Natvastmiddel
Een natvastmiddel zorgt ervoor dat het papier in natte toestand zijn sterkte beter behoudt. Dit is bijvoorbeeld belangrijk bij een papieren zakdoek, want na het snuiten mag het papier niet scheuren. Typische chemische stoffen die als natvastmiddel ingezet worden zijn epichloorhydrine, melamine- en ureumformaldehyde en polyimine. Deze stoffen polymeriseren in het papier waardoor een netwerk wordt aangelegd. Dit netwerk zorgt ervoor dat het papier bij nat worden niet direct kapot gaat.